# Молодякова, Эльгена Васильевна
Эльге́на Васи́льевна Молодяко́ва (29 июля 1937 года, посёлок Чёрное озеро, Ольский район, Магаданская область  — 18 июня 2016 года, Москва) — советский и российский историк, политолог и культуролог. Доктор исторических наук, профессор. Заместитель директора Института востоковедения РАН. Один из авторов «Большой Российской энциклопедии».

## Биография
В 1960 году окончила Институт восточных языков при МГУ им М. В. Ломоносова (ныне — ИСАА при МГУ) по специальности «Японский язык и литература»; до создания ИВЯ в качестве самостоятельного подразделения обучалась на Восточном отделении исторического факультета МГУ. Работала переводчиком в КГБ СССР (1959—1961), Центральной комсомольской школе при ЦК ВЛКСМ (1961—1963), Исполкоме Советского общества Красного Креста (1963—1965). С 1965 года в Институте востоковедения РАН (до 1992 года — ИВ АН СССР) в качестве аспиранта, младшего, старшего и ведущего научного сотрудника. В 1973 году там же защитила кандидатскую диссертацию «Вопросы единого фронта в программных документах Коммунистической партии Японии в период 1950—1960-х гг.» (научный руководитель д.и.н., проф. Игорь Латышев), в 1992 году — докторскую диссертацию «Социальная и политическая роль профсоюзов в японском обществе». С 2000 года — руководитель Центра японских исследований Института и главный редактор «ежегодника „Япония“» (2000—2013), с 2009 года — заместитель директора Института.
Главный редактор журнала «Знакомьтесь — Япония» (2008—2009) и электронного «Российского японоведческого журнала» (с 2010). Член редакционной коллегии журнала «Азия и Африка сегодня». Профессор кафедры востоковедения МГИМО(У) (1995—2008). Член Учёного совета Государственного музея искусства народов Востока (с 2000), вице-президент Ассоциации японоведов России (с 2000), руководитель московского представительства Международного научного общества синто (с 2004). Неоднократно бывала в научных командировках в Японии в качестве приглашенного профессора университетов Хосэй (Токио), Кэйо (Токио), Рицумэйкан (Киото), а также Японского фонда. Почётный доктор Ассоциации исследователей российского общества (2005).
Похоронена на Головинском кладбище.

## Семья
Отец — Василий Павлович Лазарев (1904—1965), инженер по строительству шоссейных дорог; мать — Лазарева (урожд. Осиновская; 1910—1972).
Сестра — Лидия Васильевна Гарибова, биолог.
Муж — Элинарх Васильевич Молодяков (1932—1976), сотрудник Агентства печати «Новости».
Сын — Василий Элинархович Молодяков, политолог, историк литературы.

## Научный вклад
Автор около 250 научных и популярных работ; ряд статей и одна книга опубликованы за рубежом на японском языке. Ведущий исследователь социальной и политической истории Японии после Второй мировой войны, а также традиционного культурно-религиозного цикла в жизни японцев. Большинство работ до 1988 года, посвящённых внутриполитической деятельности Коммунистической партии Японии, по условиям времени издано под грифом «Для служебного пользования». Главная тема исследований Молодяковой — модернизация Японии, понимаемая как единый и многоаспектный процесс, который продолжается с «реставрации Мэйдзи» до наших дней и захватывает все стороны жизни общества, включая трудовые отношения, религию, образование, быт. В последнее время уделяет особое внимание концепциям «информационного общества» и «догоняющей модели развития» Автор обобщающих работ «Японское общество: книга перемен» (1996, в соавт.), «Мацури: традиционные праздники Японии» (2004, в соавт.), «История Японии: XX век» (2007, в соавт.), а также большого количества популярных очерков о традиционной и современной Японии, в основном опубликованных в журналах «Знакомьтесь — Япония» и «Япония сегодня».
В 2000-е годы Молодякова стала признанным лидером российского японоведения. Под её руководством написан и опубликован ряд коллективных монографий, включая «Япония второй половины XX века: проблемы и судьбы» (2003), «Россия и Япония: соседи в тысячелетии» (2004), «Портрет современного японского общества» (2006), «Япония, открытая миру» (2007), «Глобальные вызовы — японский ответ» (2008), «Внешняя политика Японии» (2008) (рец. Навлицкая Г. Б. // Восток. 2010. № 2), «Мировой кризис и Япония» (2009), а также все выпуски ежегодника «Япония» с 2000 года. Автор статей в «Большой российской энциклопедии», энциклопедии «Япония от А до Я», энциклопедии синто «Боги, святилища, обряды Японии».

### Научные труды
Автор более 250 работ.

#### Монографии
- Вопросы единого фронта в программных документах Коммунистической партии Японии в период 1950—1960-х гг. М., 1976.
- Теория и практика парламентской деятельности Коммунистической партии Японии. М., 1987.
- Праздники в Японии: традиции и социальные функции. М., 1990 (в соавторстве с С. Б. Маркарьяном).
- Японское общество: книга перемен. М., 1996.
- Секреты японской кухни. М., 2001.
- Император Сёва глазами русского учёного (на яп. яз.). Токио, 2002.
- Мацури: традиционные праздники Японии. М., 2004 (в соавторстве с С. Б. Маркарьяном).
- История Японии: XX век. М., 2007; 2009 (в соавторстве с С. Б. Маркарьяном).

#### Статьи
- Япония: профсоюзы и общество. М., 1994 (Рец.: В. Асафьев // Проблемы Дальнего Востока. 1995. № 3).
- Конрад, Николай Иосифович : [арх. 29 ноября 2022] / Алпатов В. М., Молодякова Э. В. // Конго — Крещение [Электронный ресурс]. — 2010. — С. 69. — (Большая российская энциклопедия : [в 35 т.] / гл. ред. Ю. С. Осипов ; 2004—2017, т. 15). — ISBN 978-5-85270-346-0..